# Wilhelm Heinrich Breidenbach

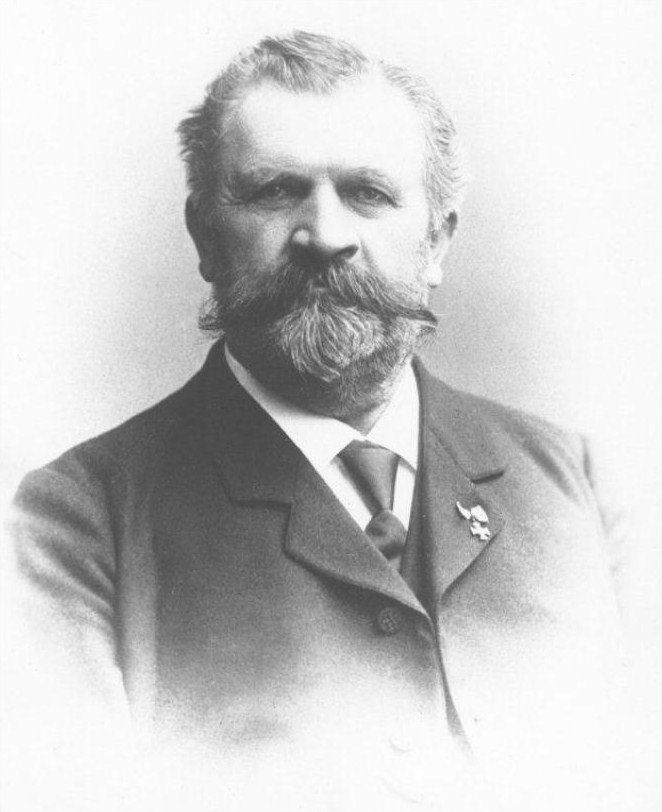
Wilhelm Heinrich Breidenbach Quelle: Stadtarchiv Leverkusen

Wilhelm Heinrich Breidenbach (* 25. Februar 1833 in Wiesdorf, heute ein Stadtteil von Leverkusen; † 7. März 1923 ebenda) war ein Leverkusener Landwirt und Kommunalpolitiker.

## Leben

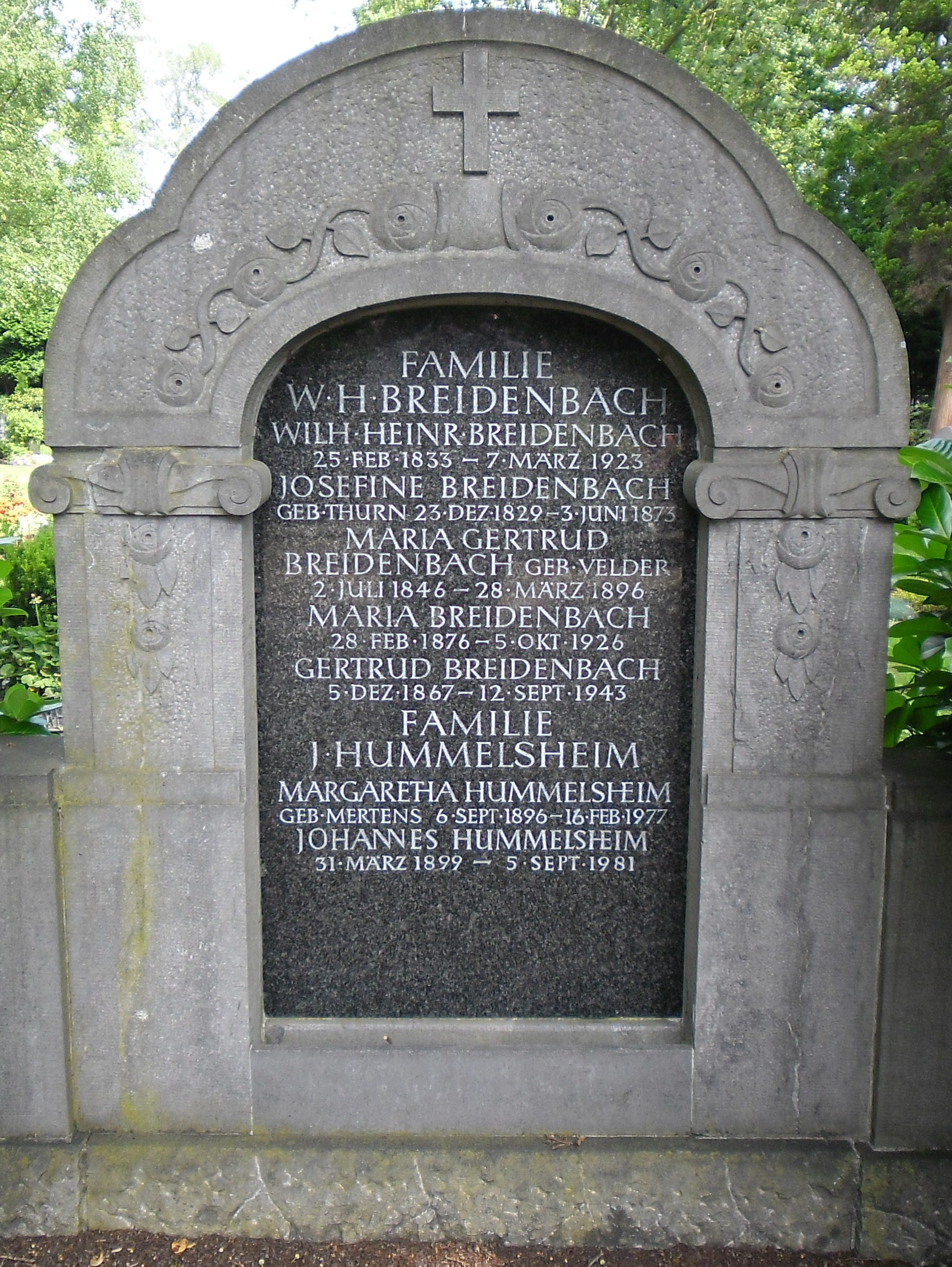
Grabstätte der Familie Breidenbach auf dem Manforter Friedhof in Leverkusen

Wilhelm Heinrich Breidenbach wurde am 25. Februar 1833 in Wiesdorf geboren. Als Landwirt bewirtschaftete er den Hof Breidenbach an der Kölner Straße unweit der alten Dhünnbrücke, der 1963 im Zuge des Ausbaus der Bundesstraße 8 abgerissen wurde.
Breidenbach war von 1863 bis 1919 Mitglied des Gemeinderates in Wiesdorf, ab 1871 auch Gemeindevorsteher. 1890 wurde er zum Ersten Beigeordneten der Bürgermeisterei Küppersteg gewählt, die aus den Gemeinden Wiesdorf und Bürrig bestand. Er versah dieses Amt bis zum Jahre 1920. Außerdem war er ab 1892 Kreistagsabgeordneter.
Wegen seines großen politischen und sozialen Engagements war er in der Bevölkerung sehr hoch geachtet und geschätzt. Aufgrund seiner zahlreichen Verdienste um das Wohl der Gemeinde und ihrer Einwohner wurde er mit dem preußischen Kronenorden und dem Roten Adlerorden 4. Klasse ausgezeichnet.
Wilhelm Heinrich Breidenbach starb am 7. März 1923 im hohen Alter von 90 Jahren und wurde am 10. März unter großer Anteilnahme der Bevölkerung auf dem Kommunalfriedhof an der Manforter Straße beigesetzt.

## Familie
Breidenbach heiratete 1864 die Gutsbesitzerstochter Josefine Thurn (1829–1873) aus Wiesdorf. Aus dieser Ehe stammt die erste Tochter Gertrud (1867–1943). Nach dem Tod seiner ersten Frau heiratete er Maria Gertrud Velder (1846–1896), die ihm noch eine Tochter (Maria, 1876–1926) schenkte.

## Ehrungen
Am 13. Februar 1913 wurde die Breidenbachstraße in Wiesdorf nach ihm benannt.